# Christoph Wilhelm von Aach
Christoph Wilhelm von Aach, genannt Lamprecht, (* 1696 in Nürnberg; † 1771 ebenda) war ein deutscher Rotgießer.
Er war der Sohn eines Meisters und wurde selbst 1729 Meister, 1755 war er Geschworener, von 1758 bis 1761 Genannter.
Für das Grab des J. A. Wagner und dessen Gattin auf dem Nürnberger Friedhof St. Johannis fertigte er 1748 ein bronzenes Epitaph an. Dies ist sein einziges bekanntes Werk.